# Complete Greatest Hits
Complete Greatest Hits — сборник американской рок-группы Foreigner, изданный 7 мая 2002 года на лейбле Rhino Records.

## Об альбоме
Рецензент сайта AllMusic Стивен Томас Эрлевайн дал положительный отзыв альбому. Он отметил, что сборник содержит в себе все хиты Foreigner, которые занимали разные места в хит-парадах — от «Feels Like the First Time» до «Say You Will». Это, по его мнению, делает сборник более полноценным, чем все остальные компиляции группы. И хотя здесь нет кульминационного момента, как в альбоме Records, Complete Greatest Hits охватывает большую часть поздних композиций группы 80-х годов, среди которых присутствуют «I Want to Know What Love Is» и «Say You Will». В заключении, обозреватель выделил прекрасное звучание песен и их подбор, а также отметил, что если слушателям нужны настоящие хиты Foreigner, то все их можно найти на одном диске.
В США диск занял 80 место в хит-параде Billboard 200. Также, сборник был сертифицирован как платиновый Американской ассоциацией звукозаписывающих компаний.

## Список композиций
| №   | Название                           | Автор(ы)                            | Первоначальный альбом    | Длительность |
| --- | ---------------------------------- | ----------------------------------- | ------------------------ | ------------ |
| 1.  | «Feels Like the First Time»        | Мик Джонс                           | Foreigner                | 3:13         |
| 2.  | «Cold as Ice»                      | Мик Джонс, Лу Грэмм                 | Foreigner                | 3:20         |
| 3.  | «Long, Long Way From Home»         | Мик Джонс, Лу Грэмм, Иэн Макдональд | Foreigner                | 2:51         |
| 4.  | «Headknocker»                      | Лу Грэмм, Мик Джонс                 | Foreigner                | 3:00         |
| 5.  | «Hot Blooded»                      | Лу Грэмм, Мик Джонс                 | Double Vision            | 3:04         |
| 6.  | «Double Vision»                    | Мик Джонс, Лу Грэмм                 | Double Vision            | 3:36         |
| 7.  | «Blue Morning, Blue Day»           | Лу Грэмм, Мик Джонс                 | Double Vision            | 3:11         |
| 8.  | «Dirty White Boy»                  | Лу Грэмм, Мик Джонс                 | Head Games               | 3:39         |
| 9.  | «Head Games»                       | Лу Грэмм, Мик Джонс                 | Head Games               | 3:39         |
| 10. | «Women»                            | Мик Джонс                           | Head Games               | 3:26         |
| 11. | «Girl on the Moon»                 | Мик Джонс, Лу Грэмм                 | 4                        | 3:53         |
| 12. | «Urgent»                           | Мик Джонс                           | 4                        | 4:19         |
| 13. | «Waiting for a Girl Like You»      | Мик Джонс, Лу Грэмм                 | 4                        | 4:34         |
| 14. | «Juke Box Hero»                    | Мик Джонс, Лу Грэмм                 | 4                        | 4:05         |
| 15. | «I Want to Know What Love Is»      | Мик Джонс                           | Agent Provocateur        | 5:00         |
| 16. | «That Was Yesterday»               | Мик Джонс, Лу Грэмм                 | Agent Provocateur        | 3:46         |
| 17. | «Hearts Turn to Stone»             | Мик Джонс, Лу Грэмм                 | Inside Information       | 4:09         |
| 18. | «I Don’t Want to Live Without You» | Мик Джонс                           | Inside Information       | 3:57         |
| 19. | «Say You Will»                     | Мик Джонс, Лу Грэмм                 | Inside Information       | 4:14         |
| 20. | «Soul Doctor»                      | Мик Джонс, Лу Грэмм                 | The Very Best…and Beyond | 4:52         |

## Участники записи
| Foreigner: - Лу Грэмм — основной вокал, продюсер, композитор - Мик Джонс — гитара, композитор - Рик Уиллс — бас-гитара - Иэн Макдональд — гитара, клавишные, язычковые музыкальные инструменты, горн, вокал, композитор (трек 3) - Эд Гальярди — бас-гитара - Эл Гринвуд — клавишные, синтезатор - Деннис Эллиотт — ударные - Марк Шульман — ударные, перкуссия | А также: - Марк Ривера — саксофон - Джуниор Уолкер — саксофон - Боб Майо — клавишные, синтезатор, электрофортепиано - Дэйв Леболт, Ларри Фаст, Томас Долби, Джек Уолдмен, Брайан Эддоллс — синтезаторы - Дэвид Маклис — продюсер - Хью МакКракен — слайд-гитара - Билл Инглот — мастеринг, продюсер - Дэн Херш — ремастеринг - Хью Браун — арт-директор - Том Бейли — клавишные, вокал - Шерил Кроу, Донни Харпер, Иэн Ллойд, Робин Зэндер, Дженифер Холлидей, Бет Хукер — вокал |